# Radenci
Radenci este o localitate din comuna Radenci, Slovenia, cu o populație de 2.162 de locuitori.